# وید (راینلاند-فالتس)
وید (به آلمانی: Wied) یک شهر در آلمان است که در وستروالدکرایس واقع شده‌است. وید ۵۰۲ نفر جمعیت دارد.